# Jean-Charles-Vincent Giovio
Jean-Charles-Vincent Giovio francisation de Giovanni Carlo Vincenzo Giovio (né le 5 avril 1729 à Pérouse, mort le 11 octobre 1793 à Rome) est un prélat italien qui fut le dernier archevêque d'Avignon avant l'annexion de la ville et du Comtat Venaissin par la République française.

## Biographie
Giovanni Carlo Vincenzo Giovio dit Jean Charles Vincent Gaspard Constantin Antoine Giovio, nait à Pérouse dans une famille noble de Césène. Ordonné prêtre en août 1775 à 45 ans, il est nommé  archevêque d'Avignon par le pape Pie VI en septembre suivant et consacré en octobre par le cardinal Giuseppe Maria Doria Pamphilj. Il exerce la fonction de vice-légat pontifical à Avignon par intérim. Lors de la Révolution française il refuse en mai 1790 de prêter le serment constitutionnel exigé par la Constitution civile du clergé. Malade il se retire à Villeneuve-lès-Avignon et l'un ses chanoine nommé Malière qu'il avait refusé de nommer vicaire général considère que le siège épiscopal est vacant et se proclame vicaire capitulaire du diocèse jusqu'à ce qu'il soit déchu en août 1792 par l'évêque constitutionnel du Gard et remplacé par François-Régis Rovère comme évêque constitutionnel du département de Vaucluse. L'évêque légitime s'était retiré en Italie où il meurt à Rome le 11 octobre 1793.